# Сент-Джон, Фредерик, 2-й виконт Болингброк
Фредерик Сент-Джон, 2-й виконт Болингброк, 3-й виконт Сент-Джон (англ. Frederick St John, 2nd Viscount Bolingbroke, 3rd Viscount St John; 21 декабря 1732 — 5 мая 1787) — британский пэр и землевладелец.

## Биография
Родился 21 декабря 1732 года. Старший сын Джона Сент-Джона, 2-го виконта Сент-Джона (1702—1748), и его первой жены Энн Фернезе (? — 1747). Он получил образование в Итонском колледже.
26 ноября 1748 года после смерти своего отца Фредерик Сент-Джона унаследовал титулы 3-го виконта Сент-Джона из Баттерси в графстве Суррей и 3-го барона Сент-Джона из Баттерси в графстве Суррей, став членом Палаты лордов Великобритании.
12 декабря 1751 года после смерти своего бездетного дяди, Генри Сент-Джона, 1-го виконта Болингброка (1678—1751), Фредерик Сент-Джон унаследовал титулы 2-го виконта Болингброка в графстве Линкольншир, 2-го барона Сент-Джона из Лидьярд-Трегоза в графстве Уилтшир и 6-го баронета Сент-Джона из Лидьярд-Трегоза в графстве Уилтшир.
«Булли», как его называли современники, наиболее известен своим экстравагантным образом жизни и скаковыми лошадьми, которых он разводил. 8 сентября 1757 года он женился на леди Диане Спенсер, старшей дочери Чарльза Спенсера, 3-го герцога Мальборо сделав ей шутливое предложение в одном из лондонских садов удовольствий. Настойчивое стремление Болингброка вести холостяцкий образ жизни (который включал в себя расточительные траты, череду любовниц, сильное пьянство и азартные игры) после их свадьбы, в сочетании со словесными и, возможно, физическими оскорблениями супруга, привело к горькому расставанию между Булли и популярной и артистичной леди Дианой. Болингброк подал на развод против своей жены за её преступную связь с Топхэмом Боклерком, от которого она родила ребенка.
После развода дела виконта Болингброка пошли еще хуже. Возмещение ущерба, которое он получил от Боклерка, было ничтожным по сравнению с горой долгов, которые он приобрел. Вместо того чтобы сэкономить, он решил продать свою любимую скаковую лошадь. Еще до развода его стесненные финансовые возможности привели к тому, что он спонсировал изменения в законе, которые позволяли наследникам продавать семейную собственность. Как только закон был принят, он начал продавать собственность, которая принадлежала его семье на протяжении столетий.
В 1763 году он продал поместье Баттерси, графство Суррей, виконту Спенсеру. В конце концов, он выпросил и получил должность лорда опочивальни при дворе короля Георга III — должность, которую он ранее занимал, будучи еще женатым на леди Диане, но отказался от нее из-за сочетания равнодушия и лени. Тем временем он не прекращал поиски наследницы, достаточно взрослой или непривлекательной (и, следовательно, отчаянно желающей выйти замуж), чтобы выйти замуж за человека с сомнительными финансами и репутацией.

## Личная жизнь

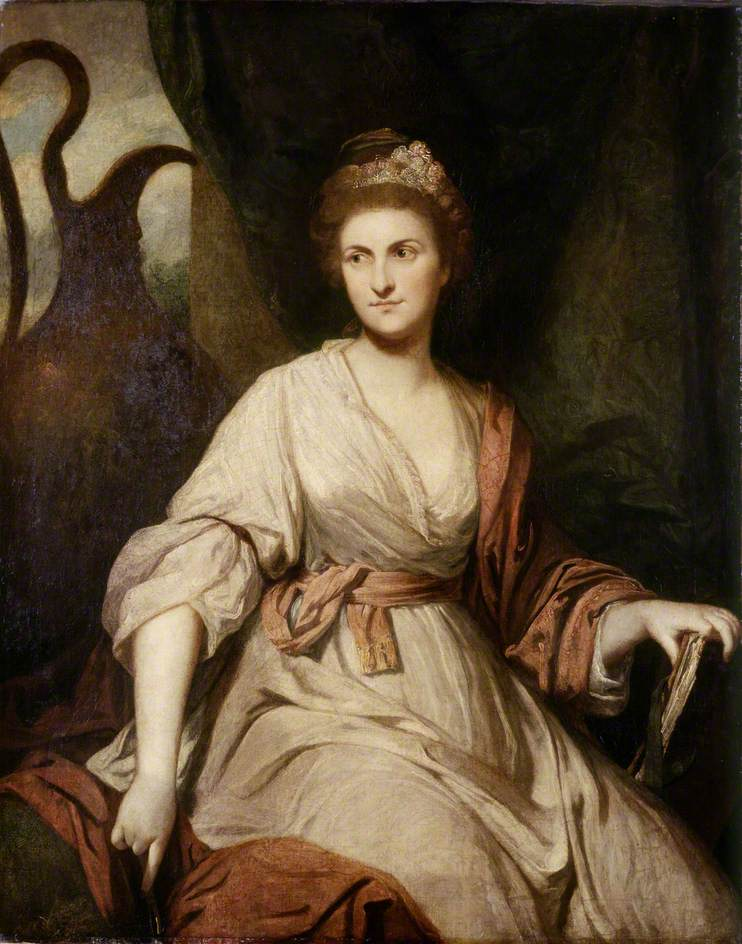
Портрет леди Дианы Спенсер (1734—1808), художник — Джошуа Рейнольдс, 1763—1765 гг.

8 сентября 1757 года в Харблдауне, Кент, Англия, виконт Болингброк женился на леди Диане Спенсер (1734 — 1 августа 1808), дочери генерал-лейтенанта Чарльза Спенсера, 3-го герцога Мальборо, и достопочтенной Элизабет Тревор. У супругов было трое детей:
- Джордж Ричард Сент-Джон, 3-й виконт Болингброк (5 марта 1761 — 11 декабря 1824), старший сын и преемник отца.
- Леди Генриетта Сент-Джон (1 августа 1762 — апрель 1834), в 1792 году она вышла замуж за Генри Таустера
- Генерал Достопочтенный Фредерик Сент-Джон (20 декабря 1765 — 19 ноября 1844).

Супруги развелись 10 марта 1768 года по Акту парламента, причиной чего стало её преступная связь Топхэмом Боклерком (1739—1780), за которого она затем вышла замуж и родила от него трое детей.
Виконт Болингброк скончался 5 мая 1787 года в возрасте 54 лет. Ему наследовал его старший сын Джордж.